# Charleroi
Charleroi (äldre tyska: Karolingen; vallonska: Tchålerwè) är en stor industristad i mellersta Belgien, belägen vid floden Sambre i provinsen Hainaut. Charleroi är med sina 201 300 invånare (2006) den största staden i regionen Vallonien i nära tävlan med Liège. Lokaltrafiken sköts av bussar och en snabbspårväg.

## Historia
År 1666 lät den spanske kungen Karl II uppföra ett fort nära byn Charnoy. Fortet döptes till efter kungen till Charleroi.

## Sport
Volleybollklubben Charleroi Volley har sitt säte i staden. De har vunnit både belgiska mästerskapet och belgiska cupen.

### Fotnoter
1. ↑  ”A short history of Charleroi” (på engelska). Charlero stad. Arkiverad från originalet den 13 februari 2016. https://web.archive.org/web/20160213213110/http://www.charleroi.be/en/a-short-history-of-charleroi. Läst 6 november 2015.